# João Bosco & Vinícius
João Bosco & Vinícius é uma dupla sertaneja formada pelos amigos João Bosco Homem de Carvalho Filho (Rondonópolis, 11 de setembro de 1981) e Vinícius Fernando Karlinke (Naviraí, 31 de dezembro de 1980), a dupla é considerada uma das pioneiras do estilo sertanejo universitário no Brasil.

## História
João Bosco e Vinícius se conheceram em 1991, ambos com 10 anos de idade, na cidade de Coxim, Mato Grosso do Sul, onde residiam. Dois anos depois, participaram do Festival da Canção, não como dupla, e sim como adversários, concorrendo ao prêmio com outros jovens. O festival finalizou com os dois empatados em segundo lugar. Depois disso parentes e amigos incentivaram a formação da dupla. A ideia não foi aceita inicialmente, mas quando João Bosco e Vinícius, por si sós, decidiram que não mais cantariam sozinhos, deixaram para trás as pequenas participações em festivais para apresentarem-se em bares e eventos do Mato Grosso do Sul.
Em 1999 rumaram do interior para capital sul-mato-grossense Campo Grande, quando João Bosco começou a cursar Odontologia e Vinícius ingressou na faculdade para fazer Fisioterapia. O público da dupla passou a ser composto basicamente de universitários, iniciando a renovação do gênero sertanejo no Brasil: o 'Sertanejo Universitário'. Atualmente a dupla reside e possui escritório no município de Ribeirão Preto, no interior paulista, por motivos de estarem mais próximos ao eixo Rio-SP. Mas as origens Pantaneiras estão preservadas.
Em 2003, é lançado o primeiro CD da dupla, Acústico no Bar, que vendeu 40 mil cópias no Mato Grosso do Sul, a cada 10 CDs vendidos na época nas barraquinhas de camelô estima-se que 8 eram da dupla. Em 2004, lançam o segundo CD da carreira, o homônimo João Bosco & Vinícius, tendo como sucesso a canção "Querendo te Encontrar".
Em 2005, lançam o terceiro CD e primeiro DVD da carreira, denominado apenas de Ao Vivo, álbum que traz sucessos como "Insegurança" e "Quero Provar que te Amo". Em 2007, lançam o quarto CD e segundo DVD da carreira, Acústico pelo Brasil, gravado nas cidades de Campo Grande, Cuiabá, Curitiba, Goiânia e Uberlândia. Esse projeto contou com a participação da dupla César Menotti & Fabiano e do Grupo Tradição. Neste ano também fizeram sucesso com a música "Falando Sério".
Em 2009, lançam pela Sony Music, o quinto CD da carreira, Curtição, que traz sucessos como "Sufoco", "Chora, Me Liga", "Coração Só Vê Você" (tema da novela Paraíso, da Rede Globo) e a faixa-título "Curtição". O álbum foi indicado ao Grammy Latino. Em 2010, lançam o sexto CD e terceiro DVD da carreira, Coração Apaixonou, gravado na cidade de Ribeirão Preto, interior de São Paulo, com um público de quase 40 mil pessoas. Entre os sucessos estão "Sem Esse Coração", "Tema Diferente", "Dois Anos" e também conta com outros sucessos como "Chora, Me Liga", "Curtição" e "Coração Só Vê Você". O show de gravação contou com a participação do cantor Leonardo na canção "Deixaria Tudo", sucesso do mesmo. Este trabalho também foi indicado ao Grammy Latino. A dupla fez dois shows fora do país, nas cidades de Boston e Newark. Para confirmar o sucesso, a música "Sem Esse Coração", é a mais executada nas rádios no primeiro semestre de 2010. No final do mesmo ano, lançam sua nova música "Chuva", que nas primeiras semanas já era um sucesso nas rádios.
Em 2011, no mês de fevereiro fizeram shows no exterior: Madri, Londres, Lisboa e Porto. Todos os shows com lotação máxima. Em março do mesmo ano, participaram do Carnaval de Salvador, ao lado de Fernando & Sorocaba, Guilherme & Santiago e Michel Teló. Também em 2011, lançam o sétimo CD da carreira, intitulado apenas de João Bosco & Vinícius, o último lançamento da dupla pela gravadora Sony Music. Este álbum traz músicas como "Chuva", "Abelha" (com a participação de Jorge & Mateus), "Tarde Demais" e "Constelações".

## Discografia
| Ano  | Álbum                 | Formatos         | Gravadora       |
| ---- | --------------------- | ---------------- | --------------- |
| 2003 | Acústico no Bar       | CD               | Panttanal       |
| 2004 | João Bosco & Vinícius | CD               | Panttanal       |
| 2005 | Ao Vivo               | CD, DVD          | Panttanal       |
| 2007 | Acústico pelo Brasil  | CD, DVD          | Sony Music      |
| 2009 | Curtição              | CD               | Sony Music      |
| 2010 | Coração Apaixonou     | CD, DVD, blu-ray | Sony Music      |
| 2011 | João Bosco & Vinícius | CD               | Sony Music      |
| 2012 | A Festa               | CD, DVD          | Universal Music |
| 2014 | Indescritível         | CD               | Universal Music |
| 2015 | Estrada de Chão       | CD               | Universal Music |
| 2016 | Céu de São Paulo      | CD, DVD          | Radar Records   |
| 2018 | Segura Maracajú       | CD, DVD          | Radar Records   |
| 2020 | Ao Vivo em Goiânia    | CD, DVD          | Radar Records   |

## Singles
| Ano  | Título                                                 | Melhor posição | Álbum                                    |
| Ano  | Título                                                 | BRA            | Álbum                                    |
| ---- | ------------------------------------------------------ | -------------- | ---------------------------------------- |
| 2004 | "Querendo Te Encontrar"                                | —              | João Bosco & Vinícius                    |
| 2005 | "Quero Provar Que Te Amo"                              | —              | João Bosco & Vinícius                    |
| 2005 | "Insegurança"                                          | 55             | João Bosco & Vinícius ao Vivo            |
| 2007 | "Vou Doar Meu Coração" (Part. César Menotti & Fabiano) | 32             | Acústico pelo Brasil                     |
| 2007 | "Falando Sério"                                        | 31             | Acústico pelo Brasil                     |
| 2008 | "Sufoco"                                               | 12             | Curtição                                 |
| 2009 | "Chora, Me Liga"                                       | 4              | Curtição                                 |
| 2009 | "Curtição"                                             | 26             | Curtição                                 |
| 2010 | "Sem Esse Coração"                                     | 6              | Coração Apaixonou ao Vivo                |
| 2010 | "Tema Diferente"                                       | 13             | Coração Apaixonou ao Vivo                |
| 2010 | "Chuva"                                                | 2              | João Bosco & Vinícius                    |
| 2011 | "Abelha" (Part. Jorge & Mateus)                        | 3              | João Bosco & Vinícius                    |
| 2011 | "Tarde Demais"                                         | 17             | João Bosco & Vinícius                    |
| 2011 | "Constelações"                                         | 17             | João Bosco & Vinícius                    |
| 2012 | "Final de Semana"                                      | 59             | A Festa                                  |
| 2012 | "Colo Colo" (Part. Aviões do Forró)                    | 14             | A Festa                                  |
| 2012 | "Química"                                              | 12             | A Festa                                  |
| 2013 | "Girassol"                                             | 5              | Indescritível                            |
| 2013 | "Um Lugarzinho Na Sua Cama"                            | 3              | Indescritível                            |
| 2014 | "Eu Vou Morrer de Amor"                                | 6              | Indescritível                            |
| 2014 | "Sorte É Ter Você (Carolinas)"                         | 2              | Indescritível                            |
| 2014 | "Indescritível"                                        | 3              | Indescritível                            |
| 2015 | "Amiga Linda"                                          | 4              | Estrada de Chão                          |
| 2015 | "Me Leva Pra Casa" (Part. Zezé Di Camargo & Luciano)   | 5              | Estrada de Chão                          |
| 2015 | "Ponto Fraco"                                          | 5              | Céu de São Paulo                         |
| 2016 | "Que Bar Que Cê Tá"                                    | 19             | Céu de São Paulo                         |
| 2016 | "Deixa a Gente Quieto" (Part. Henrique & Juliano)      | 7              | Céu de São Paulo                         |
| 2017 | "Precipício" (Part. Wesley Safadão)                    | 23             | apenas single                            |
| 2017 | "Não Era Você"                                         | 2              | Segura Maracajú                          |
| 2018 | "Super-Homem Chora"                                    | 17             | apenas single                            |
| 2018 | "Dois Doidim"                                          | —              | João Bosco & Vinícius ao Vivo em Goiânia |
| 2020 | "Segunda Taça" (Part. Matheus)                         | 2              | João Bosco & Vinícius ao Vivo em Goiânia |

### Singlespromocionais
| Ano  | Título                                     | Álbum            |
| ---- | ------------------------------------------ | ---------------- |
| 2009 | "Coração Só Vê Você"                       | Curtição         |
| 2012 | "Tô de Boa"                                | A Festa          |
| 2012 | "Descontrolar"                             | A Festa          |
| 2017 | "Não Fez por Merecer" (ft. Jorge & Mateus) | Céu de São Paulo |

Como artista convidado
| Ano  | Single                                                      | Álbum                                       |
| ---- | ----------------------------------------------------------- | ------------------------------------------- |
| 2023 | "Você Só Me Faz Feliz" (Daniel part. João Bosco & Vinícius) | Daniel 40 Anos: Celebra João Paulo & Daniel |

## Prêmios e indicações
| Ano  | Prêmio                                | Categoria                        | Indicação                 | Resultado |
| ---- | ------------------------------------- | -------------------------------- | ------------------------- | --------- |
| 2009 | Grammy Latino                         | Melhor Álbum de Música Sertaneja | Curtição                  | Indicado  |
| 2010 | Prêmio Multishow de Música Brasileira | Melhor Artista Sertaneja         | Eles mesmos               | Indicado  |
| 2010 | Grammy Latino                         | Melhor Álbum de Música Sertaneja | Coração Apaixonou ao Vivo | Indicado  |
| 2010 | Prêmio de Música Digital              | Música Mais Vendida              | "Chora, Me Liga"          | Venceu    |
| 2011 | Grammy Latino                         | Melhor Álbum de Música Sertaneja | João Bosco & Vinícius     | Venceu    |
| 2013 | Grammy Latino                         | Melhor Álbum de Música Sertaneja | A Festa                   | Indicado  |